# Обухово (станція метро)
59°50′55″ пн. ш. 30°27′28″ сх. д. / 59.84861° пн. ш. 30.45778° сх. д.
«Обухово» (рос. «Обухово») — станція Петербурзького метрополітену, розташована на Невсько-Василеострівній лінії між станціями «Пролетарська» та «Рибацьке». Відкрита 10 липня 1981 року в складі дільниці «Ломоносовська»—"Обухово".
Назву отримала від розташованого неподалік однойменного історичного району міста. Цей район розташований за лінією Московської залізниці — павільйон метро звернений фасадом до того місця, де колись жили робітники Обуховського заводу. Сам завод розташований в районі станції метро «Пролетарська», ця назва була надана підприємству в 1869 році по імені засновника (інженера Обухова).
Пересадка на однойменну залізничну станцію. У майбутньому планується пересадка на однойменну станцію «надземного експреса».

## Вестибюлі
Наземний павільйон станції виконаний за проектом архітекторів А. С. Гецкіна, В. М. Видріна («Ленметрогіпротранс») і розташовується в кінці вулиці Грибакіних поруч із залізничною станцією «Обухово» в промзоні об'єднання «Зірка».

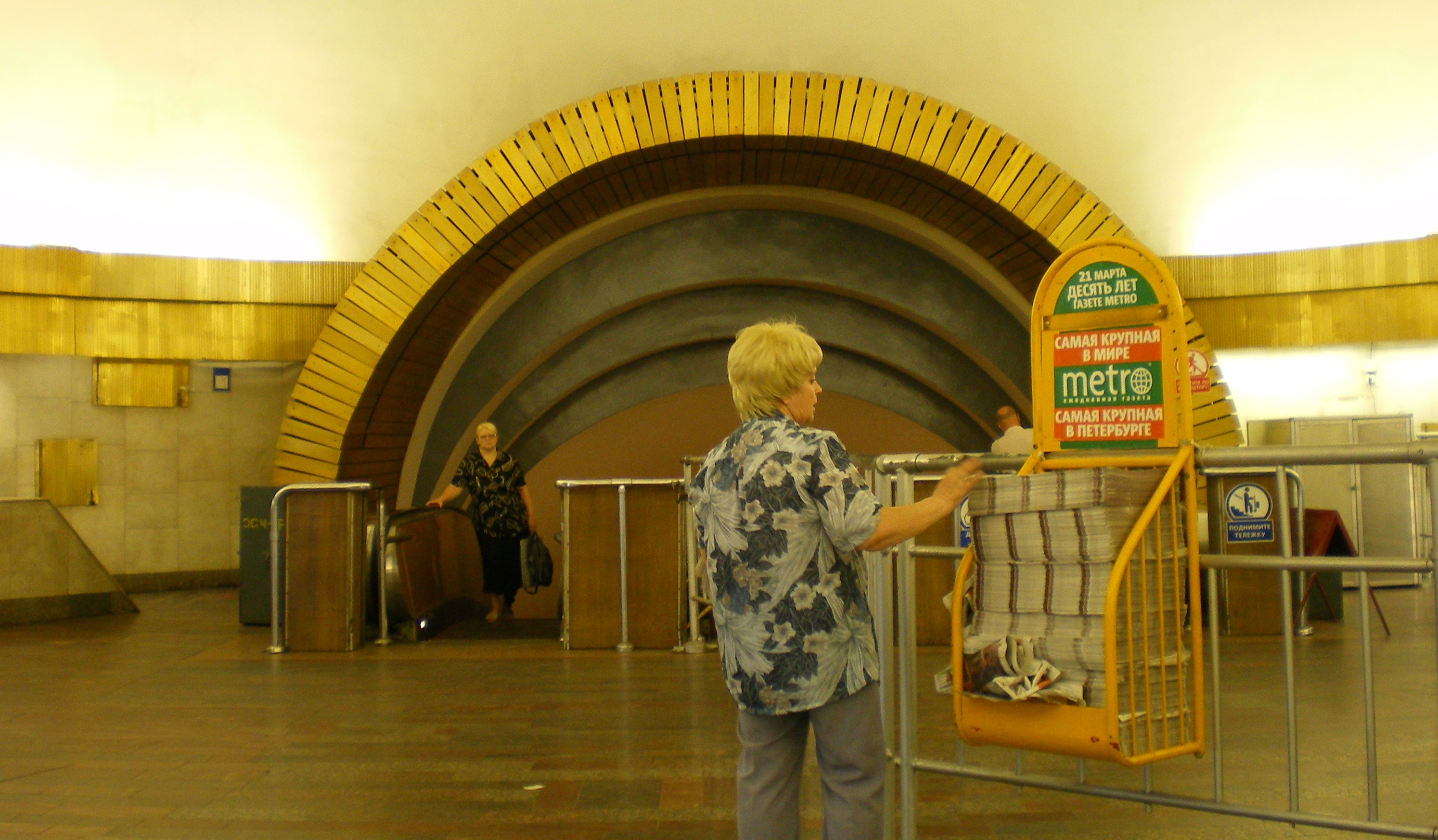
Верхній ескалаторний зал

Будівля є восьмигранним об'ємом, в центрі якоє під куполом розміщений ескалаторний зал, а по периметру — аванзал з двома входами і одним виходом.
Архітектурне рішення фасадних площин побудовано на поєднанні глухих, облицьованих шліфованим мармуром стін з вітражами-вставками. Деталі палітурки виконані з декоративного металу і анодовані в золотистий колір.
В оздобленні інтер'єрів використані такі ж прийоми та матеріали.

## Технічна характеристика
Конструкція станції — односклепінна глибокого закладення (глибина закладення — 58 м)
Вперше на даному типі станцій під одним склепінням, крім самої станції, були розміщені СТП і камера натяжних пристроїв. Похилий хід станції тристрічковий, починається з південного торця станції.

## Колійний розвиток
Через те що станція була кінцевою Невсько-Василеострівної лінії у 1981—1984 рр.., а також під час закриття станції «Рибальське» в 2000—2001 рр.. на перегоні «Обухово» — «Рибальське» знаходиться з'їзд, який використовували для обороту потягів.

## Оздоблення
Колійні стіни оздоблені білим мармуром з карнизом з декоративного профілю. Підлога викладена темно-сірими гранітними плитами. По осі станційного залу встановлені світильники-торшери з карбованої міді та профільного металу, з цих же матеріалів виконані назви станції.
Торцеву стіну прикрашає бронзовий горельєф на тему виникнення революційних гуртків за Невською заставою (скульптор А. А. Федосов).
Спочатку в торці станції перебував бюст В. І. Леніна, який в 1994 році було прибрано.
На станції була проведена заміна ртутного освітлення на натрієве.

## Ресурси Інтернету
- «Обухово» на metro.vpeterburge.ru [Архівовано 27 березня 2014 у Wayback Machine.](рос.)
- «Обухово» на ometro.net(рос.)
- «Обухово» на форумі metro.nwd.ru [Архівовано 4 березня 2016 у Wayback Machine.](рос.)
- Санкт-Петербург. Петроград. Ленінград: Енциклопедичний довідник. «Обухово»(рос.)